# Hydraecia nigrolineata
Hydraecia nigrolineata là một loài bướm đêm trong họ Noctuidae.